# Derecho a la vida cultural, artística y científica
El derecho a la vida cultural, artística y científica es uno de los derechos económicos, sociales y culturales reivindicados en la Declaración Universal de Derechos Humanos y documentos conexos del derecho internacional de los derechos humanos. Reconoce que toda persona tiene derecho a participar libremente en la cultura, a compartir libremente (participar y a beneficiarse de) la ciencia y la tecnología, y a la protección de la autoría.

## Reconocimiento en el derecho internacional
El derecho a la ciencia, las artes y la cultura se expresa en el artículo 27 de la Declaración Universal de Derechos Humanos :

(1) Toda persona tiene derecho a tomar parte libremente en la vida cultural de la comunidad, a gozar de las artes y a participar en el progreso científico y en los beneficios que de él resulten.

(2) Toda persona tiene derecho a la protección de los intereses morales y materiales que le correspondan por razón de las producciones científicas, literarias o artísticas de que sea autora.

Este derecho también figura en el artículo 15 del Pacto Internacional de Derechos Económicos, Sociales y Culturales :

(1). Los Estados Partes en el presente Pacto reconocen el derecho de toda persona a:

   (a) Participar en la vida cultural;
  (b) Gozar de los beneficios del progreso científico y de sus aplicaciones;
  (c) Beneficiarse de la protección de los intereses morales y materiales que le correspondan por razón de las producciones científicas, literarias o artísticas de que sea autora.
(2). Entre las medidas que los Estados Partes en el presente Pacto deberán adoptar para asegurar el pleno ejercicio de este derecho, figurarán las necesarias para la conservación, el desarrollo y la difusión de la ciencia y de la cultura.
(3). Los Estados Partes en el presente Pacto se comprometen a respetar la indispensable libertad para la investigación científica y para la actividad creadora.

(4). Los Estados Partes en el presente Pacto reconocen los beneficios que derivan del fomento y desarrollo de la cooperación y de las relaciones internacionales en cuestiones científicas y culturales.

## Conceptos relacionados y desambiguación
El derecho a la ciencia, las artes y la cultura a menudo se divide en derechos como "el derecho a participar en la vida cultural" o "el derecho a la participación cultural" o "el derecho a la cultura y las artes" y "el derecho a beneficiarse del progreso científico y sus aplicaciones" o  el derecho a beneficiarse de la ciencia" o "el derecho a la ciencia" o "el derecho a compartir la ciencia".
El término "derechos culturales" puede utilizarse al menos en tres sentidos. Se utiliza con mayor frecuencia para referirse al concepto protegido por el artículo 15 del Pacto Internacional de Derechos Económicos, Sociales y Culturales, que garantiza a los grupos minoritarios el derecho a practicar y preservar sus idiomas, religiones, formas de arte y formas de vida. Alternativamente, el término "derechos culturales" se puede utilizar para agrupar tanto los derechos de las minorías como el derecho a la ciencia y la cultura, que tienen un origen común en el artículo 27 de la Declaración Universal. De manera más amplia, los "derechos culturales" pueden referirse a una categoría más amplia de derechos económicos, sociales y culturales, que pueden entenderse como el derecho a la ciencia y la cultura, así como el derecho a la educación y otros derechos, como a la protección de autoría.
El "derecho a la ciencia" incluye tanto el derecho a participar en la ciencia (la actividad científica) como el derecho a acceder al conjunto de conocimientos (beneficios o progreso o avances científicos), que es el resultado de la ciencia.

## Interpretación y promoción académica
Todos los derechos humanos que se encuentran en la Declaración Universal de Derechos Humanos requieren un proceso de interpretación para traducir los principios generales en obligaciones estatales específicas. Esto se lleva a cabo a través de los procesos de Naciones Unidas y en los tribunales nacionales. El proceso está fuertemente influenciado por académicos y activistas de derechos humanos.
Los derechos que se encuentran en el artículo 27 de alguna manera permanecen en una etapa relativamente temprana de este proceso, en contraste con otros derechos humanos como el derecho a la salud o el derecho a la educación que ya han sido objeto de una elaboración y litigio más extensos. Sin embargo, el derecho a la autoría se ha beneficiado de un desarrollo jurídico muy sólido.
Los estándares globales comunes para la aplicación del derecho a la ciencia fueron establecidos por un acuerdo de la ONU llamado «Recomendación sobre la Ciencia y los Investigadores Científicos», adoptado por consenso de unos 195 gobiernos reunidos en París el 13 de noviembre de 2017, tras cuatro años de consultas globales.

## Interpretaciones oficiales
El Comité de Derechos Económicos, Sociales y Culturales ha emitido dos Comentarios Generales en los que se interpretan partes del derecho a la ciencia y la cultura tal como aparecen en el Pacto Internacional de Derechos Económicos, Sociales y Culturales (PIDESC). Observación general 17 y Observación general 21. La Relatora Especial en Materia de Derechos Culturales, Farida Shaheed, abordó el derecho a la ciencia y la cultura en varios informes entre 2010 y 2015.
En la Conferencia General de la UNESCO de 2017, unos 195 Estados acordaron por consenso y sin abstenciones normas globales comunes relativas al derecho a la ciencia, en una «Recomendación sobre la ciencia y los investigadores científicos», que interpreta el derecho a la ciencia tal como aparece en la Declaración Universal de Derechos Humanos.

## Relación con la propiedad intelectual
En 2000, la Subcomisión de Derechos Humanos del Consejo Económico y Social de las Naciones Unidas sugirió que el Acuerdo sobre los Aspectos de los Derechos de Propiedad Intelectual relacionados con el Comercio puede violar el derecho a la ciencia y, por lo tanto, entrar en conflicto con el derecho internacional de los derechos humanos.